# Friedrich Springorum
Friedrich Springorum (1 de abril de 1858 en Schwelm - 16 de mayo de 1938 en Dortmund) fue un ingeniero y empresario alemán, vinculado a lo largo de su carrera con la empresa metalúrgica de Dortmund Hoesch AG.

## Semblanza
De 1908 a 1921, Friedrich Springorum fue director general y miembro único de la junta directiva de Hoesch AG. También fue cofundador de la Sociedad de Amigos y Patrocinadores de la RWTH Aachen e. V. (precedente de la Universidad Técnica de Aquisgrán o RWTH), que otorga la moneda conmemorativa Springorum desde 1925.

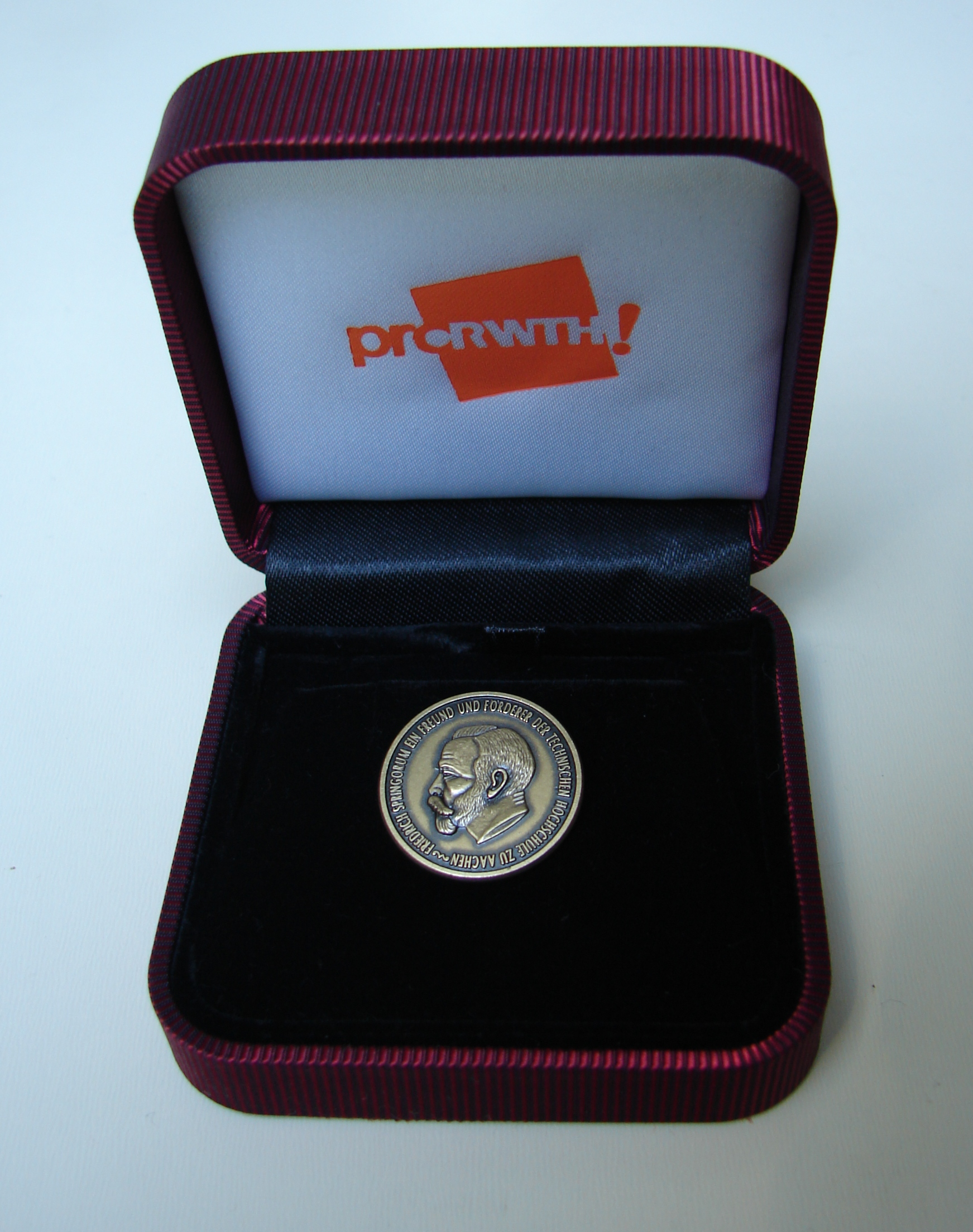
Moneda conmemorativa Springorum

Participó activamente en política, fue miembro del ayuntamiento de Dortmund, y se le nombró consejero de comercio.
Estaba casado, y fue padre de dos hijos: Fritz (1886-1942) y Otto (1890-1955).

## Publicaciones
- Springorum, Friedrich. En: Robert Volz: Manual del Reich de la sociedad alemana. El manual de personalidades en palabras e imágenes. Volumen 2: L-Z. Deutscher Wirtschaftsverlag, Berlín 1931, DNB 453960294, págs. 1814-1815.
- Walter Bertram: Friedrich Springorum (1858-1938). En: Rheinisch-Westfälische *Wirtschaftsbiographien, Volumen V. Aschendorff, Münster 1953, págs. 122-146.
- Karl-Peter Ellerbrock: Springorum, Friedrich. En: Nueva Biografía Alemana (NDB). Volumen 24, Duncker & Humblot, Berlín 2010, ISBN 978-3-428-11205-0, pág. 763 y sig. (Digitalizado).

## Reconocimientos
- El 24 de octubre de 1920 fue nombrado miembro honorario de la Universidad Técnica de Aquisgrán.
- Recibió doctorados honoris causa de la Escuela Técnica de Breslau y de la Universidad de Leeds.[3]